# Rhabdomys
Rhabdomys (Thomas, 1916) è un genere di Roditori della famiglia dei Muridi.

## Descrizione

### Dimensioni
Al genere Rhabdomys appartengono roditori di piccole dimensioni, con lunghezza della testa e del corpo tra 90 e 135 mm, la lunghezza della coda tra 60 e 135 mm e un peso fino a 85 g.

### Caratteristiche craniche e dentarie
Il cranio presenta un rostro corto, le creste sopra-orbitali ben sviluppate e i fori palatali allungati. La superficie del cranio e la parte interna della pelle è spesso nera o scura a causa di depositi di melanina. Gli incisivi superiori sono lisci mentre i molari sono cuspidati.
Sono caratterizzati dalla seguente formula dentaria:

### Aspetto
La pelliccia è alquanto ruvida. Sono caratterizzati dalla presenza di 4 strisce scure sul dorso, intervallate da 3 più chiare. Il mignolo è ridotto. I piedi hanno le tre dita centrali normali, mentre l'alluce ed il quinto dito sono eccessivamente ridotti. La coda è lunga circa quanto la testa ed il corpo ed è ricoperta fittamente di peli. Le femmine hanno un paio di mammelle pettorali, un paio post-ascellari e due paia inguinali.

## Distribuzione
Sono roditori terricoli diffusi nell'Africa subsahariana.

## Tassonomia
Il genere comprende 5 specie.
- Rhabdomys bechuanae
- Rhabdomys chakae
- Rhabdomys dilectus
- Rhabdomys intermedius
- Rhabdomys pumilio